# Таши Пэлджор
Таши Пэлджор (англ. Tashi Peljor, род. 15 июля 1978 года) — бутанский стрелок из лука, стипендиат программы Олимпийской солидарности.

## Летние Олимпийские игры 2004 года
Таши Пэлджор принимал участие на летних Олимпийских играх 2004 года в стрельбе из лука в личном первенстве. Он квалифицировался в плей-офф под 52 номером и в первом раунде победил француза Жоселина де Грандис, квалифицировавшегося 13-м, со счётом 161:136. Однако в следующем раунде он уступил белорусу Антону Прилепову, квалифицировавшемуся 32-м, со счётом 152:155. В результате он занял 32-е место. Таши Пэлджор стал первым бутанским лучником, выигравшим матч на Олимпийских играх.

## Летние Олимпийские игры 2008 года
На летних Олимпийских играх 2008 года в Пекине Таши Пэлджор был знаменосцем команды Бутана. Он закончил квалификацию на 54-м месте с результатом 632 очка. Однако в первом раунде плей-офф он уступил тайванцу Ван Чжэнбану со счётом 100:110.